# ونوس ساوینیانو

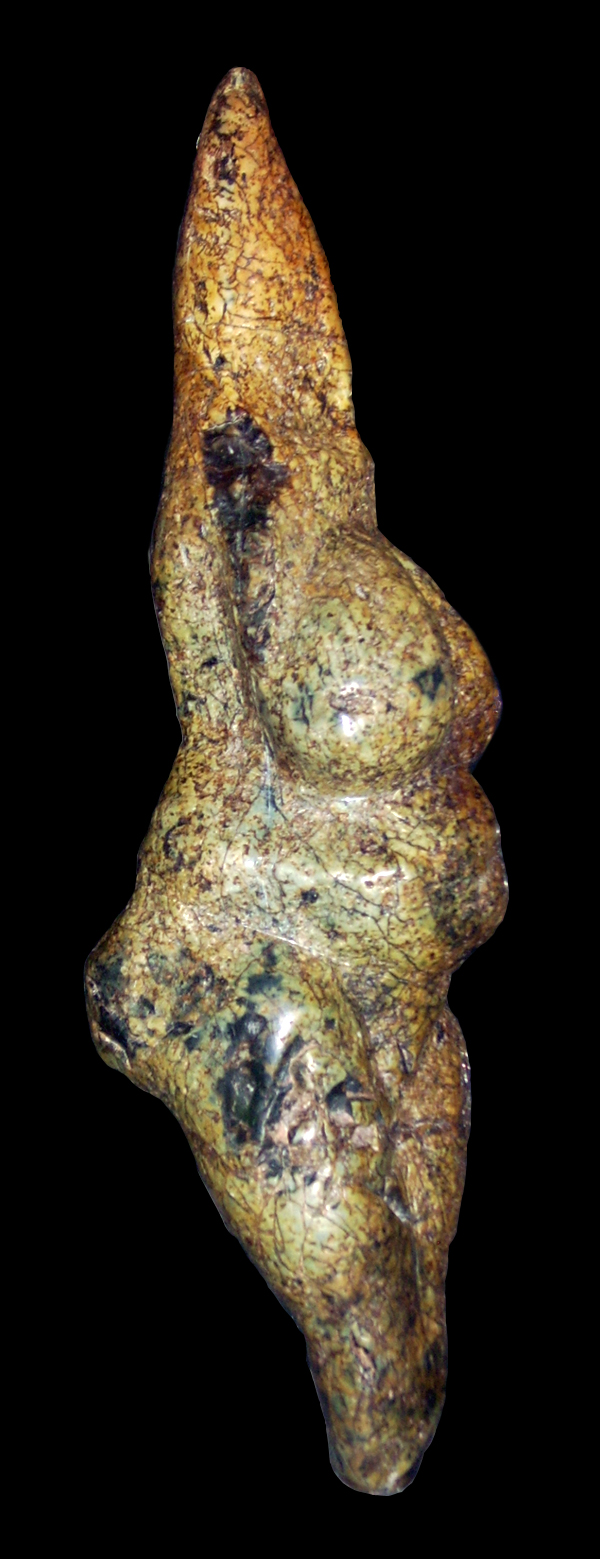
نمای جانبی

ونوس ساوینیانو (انگلیسی: Venus of Savignano) پیکرک‌های ونوس ساخته‌شده از سنگ سبز نرم (زیرگروه سرپانتین) است که به پارینه‌سنگی زبرین بازمی‌گردد. این پیکرک در سال ۱۹۲۵ در نزدیکی ساوینیانو سول پانارو در استان مودنا، ایتالیا کشف شد.
این پیکرک با ۲۲٫۵ سانتیمتر (۸٫۹ اینچ) ارتفاع، ۴٫۸ سانتیمتر (۱٫۹ اینچ) عرض، و ۵٫۲ سانتیمتر (۲٫۰ اینچ) عمق و وزنی برابر با ۵۸۶٫۵ گرم (۲۰٫۶۹ اونس)، یکی از بزرگ‌ترین ونوس‌های شناخته‌شده در میان حدود ۱۹۰ ونوس متعلق به دوره پارینه‌سنگی زبرین در اروپا و سیبری محسوب می‌شود. با تاریخ‌گذاری پیشنهادی بین ۲۵٬۰۰۰ تا ۲۰٬۰۰۰ سال پیش، این پیکرک یکی از نخستین جلوه‌های هنر در ایتالیا محسوب می‌شود.

## تاریخچه
این پیکرک در سال ۱۹۲۵ توسط یک کشاورز به نام اولیندو زامبلی، که در حال کندن زمین در حوالی اصطبل خود در منطقه Prà Martino، تحت فرازیونه Mulino، که خود بخشی از کومونه ساوینیانو سول پانارو است، کشف شد. او پیکرک را در عمق حدود ۱ متر (۳٫۳ فوت) در میان رسوبات فرایندهای رودخانه‌ای متعلق به پلیستوسن پسین یافت. زامبلی پس از تمیز کردن این «سنگ قدیمی»، علی‌رغم توصیه همسرش برای دور انداختن آن، آن را نگه داشت. در نهایت، او پیکرک را به یک نقاش و مجسمه‌ساز محلی، جوزپه گراتزیوسی، نشان داد که اهمیت این کشف را درک کرد و توانست آن را در ازای دویست کیلوگرم انگور از کشاورز دریافت کند.
گراتزیوسی سپس این پیکرک را به پسرش، پائولو گراتزیوسی، که در آن زمان دانشجوی باستان‌شناسی بود، نشان داد. پائولو مقاله‌ای در مورد این پیکرک منتشر کرد. در سال ۱۹۲۶، جوزپه گراتزیوسی این پیکرک را به موزه ملی پیشاتاریخ و قوم‌نگاری پیگورینی در رم اهدا کرد، جایی که هنوز هم در آن نگهداری می‌شود. یک نسخهٔ کپی از این پیکرک در Museo della Venere e dell'Elefante در ساوینیانو سول پانارو نگهداری می‌شود. پیکرک اصلی از ۵ آوریل تا ۴ مه ۲۰۱۴ به‌طور موقت برای نمایش در پروژه «ساوینیانو، شهر باستان‌شناسی» به این شهر امانت داده شد. این نمایشگاه با وجود محدودیت در ساعات بازدید، ۳٬۲۱۵ بازدیدکننده داشت.

## سبک
این پیکرک به‌طور کلی دارای شکل دوکی‌شکل است. مشابه دیگر ونوس‌های پارینه‌سنگی، ویژگی‌های زنانه در آن اغراق‌شده است: ران‌ها و باسن بزرگ و شکم، سینه‌ها و باسن برجسته هستند. سر به شکل مخروطی است، بازوها به سختی مشخص شده‌اند و فاقد دست، پا و شانه است. پشت آن فرورفته است. در برخی نقاط، هنوز آثار کمی از رنگ اخرایی دیده می‌شود.

## تاریخ‌گذاری
این پیکرک پس از کشف تمیز شد، بنابراین تمامی آثار ارگانیکی که می‌توانستند برای تاریخ‌گذاری گاه‌شناختی مورد استفاده قرار گیرند، از بین رفتند. به همین دلیل، تاریخ‌گذاری آن از ابتدا بحث‌برانگیز بوده و تنها از طریق مقایسه با دیگر پیکرک‌ها امکان‌پذیر است. با توجه به این مقایسه‌ها، اکنون عموماً پذیرفته شده که ونوس ساوینیانو متعلق به فرهنگ باستان‌شناختی گراوتیان بوده و تاریخ آن در حدود ۲۵٬۰۰۰ تا ۲۰٬۰۰۰ پیش از امروز تخمین زده می‌شود. بااین‌حال، برخی منابع تاریخ‌گذاری زودتری تا حدود ۲۸٬۰۰۰ BP را پیشنهاد کرده‌اند، در حالی که برخی دیگر تاریخ دیرتری را مطرح می‌کنند.
در نخستین مطالعه خود در سال ۱۹۲۵، پائولو گراتزیوسی این پیکرک را به پارینه‌سنگی زبرین نسبت داد. این نتیجه برخلاف نظر غالب آن زمان بود که بسیاری از دانشگاهیان ایتالیایی معتقد بودند هیچ دورهٔ پارینه‌سنگی زبرین در ایتالیا وجود نداشته و گذار مستقیم از موستری به دوران نوسنگی رخ داده است. گروهی از باستان‌شناسان به رهبری اوگو آنتونیلی، مدیر موزه پیگورینی، با مقایسه این پیکرک با دیگر ونوس‌های دوران نوسنگی، نتیجه گرفتند که ونوس ساوینیانو نیز متعلق به نوسنگی است.
اما تجزیه و تحلیل‌های بعدی در سال ۱۹۳۵ نشان داد که این پیکرک «قطعاً پارینه‌سنگی» است.

## یادداشت
1. ↑  به معنای «موزهٔ ونوس و فیل»، که در آن «فیل» به کشف مهم دیگری در نزدیکی ساوینیانو اشاره دارد: یک فسیل ماده از گونهٔ ماموت جنوبی که به ۱٫۵ میلیون سال پیش بازمی‌گردد.